# École de théologie et d'études religieuses
L'École de théologie et d'études religieuses (School of Theology and Religious Studies) est l'une des douze facultés (ou écoles) de l'université catholique d'Amérique, située à Washington et l'une des trois écoles ecclésiastiques de cette université, avec l'École de droit canon et l'École de philosophie. L'école fait partie du campus principal de Brookland, quartier de Washington Northeast.
Le 24 septembre 2014, le président de l'université catholique d'Amérique, John Garvey, annonce qu'il a nommé l'abbé Mark Morozowich, doyen de l'École de théologie et d'études religieuses depuis 2012, comme prévôt par intérim de l'université pour l'année universitaire 2014-2015. Le Président Garvey annonce également que Mgr Paul McPartlan, professeur de théologie systématique et d'œcuménisme, prend la place de l'abbé Morozowich pendant l'intérim, à la direction de l'École de théologie et d'études religieuses.

## Programme d'études

### Programme undergraduate
- Bachelor of Arts en théologie et études religieuses
- BA/MA en théologie et études religieuses
- Mineure en théologie et études religieuses
- Certificat en ministère pastoral.

### Programme graduate
L'École de théologie et d'études religieuses offre des degrés en études civiles, ecclésiastiques ou pastorales :
- Domaine civil
  - Master of Arts
  - Ph.D.
- Domaine ecclésiastique
  - Bachelor en Sacrée Théologie (S.T.B.)
  - Licence en Sacrée Théologie (S.T.L.)
  - Doctorat en Sacrée Théologie (S.T.D.)
- Domaine pastoral
  - Master of Divinity (M.Div.)
  - Master of Religious Education (M.R.E.)
  - Doctorat en ministère pastoral (D.Min.)